# Montreal Sasquatch
I Montreal Sasquatch sono stati una società di pallacanestro canadese con sede a Montréal, nel Québec.
Nacquero nel 2008 per partecipare al campionato PBL. Vennero dichiarati falliti dalla lega durante la prima stagione. In seguito si tenne un dispersal draft per assegnare alle altre formazioni i diritti sui giocatori.

## Stagioni
| Stagione | Lega | Denominazione      | V | P  | %    | Piazzamento | Play-off |
| -------- | ---- | ------------------ | - | -- | ---- | ----------- | -------- |
| 2009     | PBL  | Montreal Sasquatch | 3 | 13 | 18,8 | 5º          | -        |